# تیک آف (فیلم ۱۳۹۴)
تِیک آف فیلمی به کارگردانی و نویسندگی احسان عبدی‌پور و تهیه‌کنندگی طهورا ابوالقاسمی محصول سال ۱۳۹۴ است. در روز ۳ خرداد ۱۳۹۵ مجوز این فیلم صادر شد. 

## خلاصه داستان
داستان فیلم با دستگیری فائز و حمزه شروع می‌شود. در ادامه بازجو از آنها می‌خواهد همه‌چیز را تعریف کنند. فائز شروع به گفتن گذشته می‌کند و فیلم فلش بک می‌زند.
زندگی پر از مصیبت خانوادهٔ فائز به نمایش درمی‌آید. دوست صمیمی فائز، شیرزاد، به‌خاطر خیانت نامزدش سیمین با عکاس عروسی‌شان، افسرده شده و پنج سال است در کشتی کار می‌کند. او مجدداً به بوشهر برگشته است…

## بازیگران
- مصطفی زمانی در نقش فائز
- پگاه آهنگرانی در نقش آتنا، خواهر فائز
- رضا یزدانی در نقش شیرزاد
- سوگل قلاتیان در نقش مصی
- حمزه مقدم در نقش حمزه
- غلامرضا فرج زاده در نقش دایی نبی فائز
- رامتین بالف در نقش افسر
- کوروش گلعین
- امیرمسعود پناهی